# Vrba, Cetinje
Vrba je naselje u comuna Cetinje, Muntenegru. Conform datelor de la recensământul din 2003, localitatea are 34 de locuitori (la recensământul din 1991 erau 41 de locuitori).

## Demografie
În satul Vrba locuiesc 32 de persoane adulte, iar vârsta medie a populației este de 46,5 de ani (44,1 la bărbați și 49,6 la femei). În localitate sunt 11 gospodării, iar numărul mediu de membri în gospodărie este de 3,09.
|  |

| Demografie | Demografie | Demografie |
| An         | Locuitori  | Locuitori  |
| ---------- | ---------- | ---------- |
|            |            |            |
|            |            |            |
|            |            |            |
|            |            |            |
| 1948       | 141        |            |
| 1953       | 121        |            |
| 1961       | 93         |            |
| 1971       | 77         |            |
| 1981       | 66         |            |
| 1991       | 41         | 41         |
| 2003       | 34         | 34         |

| \| Componența etnică conform recensământului din 2003[2] \| Componența etnică conform recensământului din 2003[2] \| Componența etnică conform recensământului din 2003[2] \| Componența etnică conform recensământului din 2003[2] \| Componența etnică conform recensământului din 2003[2] \| \| ----------------------------------------------------- \| ----------------------------------------------------- \| ----------------------------------------------------- \| ----------------------------------------------------- \| ----------------------------------------------------- \| \| \| \| \| \| \| \| Muntenegreni \| Muntenegreni \| \| 32 \| 94,11% \| \| Sârbi \| Sârbi \| \| 2 \| 5,88% \| \| necunoscută \| necunoscută \| \| 0 \| 0% \| |              |  |    |        |
| Componența etnică conform recensământului din 2003 |              |  |    |        |
| |              |  |    |        |
| Muntenegreni | Muntenegreni |  | 32 | 94,11% |
| Sârbi | Sârbi        |  | 2  | 5,88%  |
| necunoscută | necunoscută  |  | 0  | 0%     |